# The Ultimate Fighter 2 Finale
The Ultimate Fighter 2 Finale è stato un evento di arti marziali miste tenuto dalla Ultimate Fighting Championship il 5 novembre 2005 all'Hard Rock Hotel and Casino di Las Vegas, Stati Uniti d'America.

## Retroscena
L'evento fu incentrato sulle finali della seconda stagione del reality show The Ultimate Fighter: la finale del torneo dei pesi welter vide affrontarsi Joe Stevenson e Luke Cummo, mentre la finale dei pesi massimi ebbe come protagonista il futuro campione dei pesi mediomassimi Rashad Evans, alla sua prima comparsa ufficiale in un evento UFC.

## Risultati

### Card preliminare
- Incontro categoria Pesi Massimi:  Keith Jardine contro  Kerry Schall

Jardine sconfisse Schall per KO Tecnico (calci alle gambe) a 3:28 del secondo round.
- Incontro categoria Pesi Welter:  Melvin Guillard contro  Marcus Davis

Guillard sconfisse Davis per KO Tecnico (ferita) a 2:55 del secondo round.
- Incontro categoria Pesi Welter:  Josh Burkman contro  Sammy Morgan

Burkman sconfisse per KO (body slam) a 0:21 del primo round.

### Card principale
- Incontro categoria Pesi Welter:  Kenny Florian contro  Kit Cope

Florian sconfisse Cope per sottomissione (strangolamento da dietro) a 0:35 del secondo round.
- Finale del torneo dei Pesi Welter TUF 2:  Joe Stevenson contro  Luke Cummo

Stevenson sconfisse Cummo per decisione unanime (30–27, 29–28, 29–28) e divenne il campione del torneo dei pesi welter TUF 2.
- Finale del torneo dei Pesi Massimi TUF 2:  Rashad Evans contro  Brad Imes

Evans sconfisse Imes per decisione divisa (28–29, 29–28, 29–28) e divenne il campione del torneo dei pesi massimi TUF 2.
- Incontro categoria Pesi Welter:  Diego Sanchez contro  Nick Diaz

Sanchez sconfisse Diaz per decisione unanime (30–27, 30–27, 30–27).